# József Gál
József Gál (* 20. April 1918 in Cegléd; † 2. Februar 2003 Cegléd) war ein ungarischer Ringer. Er war Weltmeister 1950 im griech.-römischen Stil im Leichtgewicht.

## Werdegang
József Gál begann im Jahre 1934 beim Ringerverein Ceglédi MOVE SE mit dem Ringen. Er entwickelte sich dabei zu einem hervorragenden Ringer im griech.-röm. Stil, der im Jahre 1941 zum ersten Male ungarischer Meister im Leichtgewicht wurde. Aufgrund des Zweiten Weltkrieges konnte er lange Jahre an keinen internationalen Meisterschaften teilnehmen. Ab 1948 startete József Gál für den Verein Ceglédi Vasutas SE. Obwohl József Gál auch 1948 ungarischer Meister geworden war, wurde er nicht bei den Olympischen Spielen 1948 in London eingesetzt.
Im Jahr 1950 wurde er vom ungarischen Ringerverband, inzwischen schon 32 Jahre alt, doch noch berücksichtigt und für die Weltmeisterschaft in Stockholm nominiert. In Stockholm bewies er, dass er zur absoluten Weltelite gehört, denn er wurde mit sechs Siegen in überlegenem Stil Weltmeister. Er besiegte dabei in den Finalkämpfen Tevfik Yüce aus der Türkei und den schwedischen Olympiasieger von 1948 Gustav Freij.
Im Jahr 1951 fanden keine Weltmeisterschaften im griech.-röm. Stil statt. Es gab auch keine Europameisterschaften, so dass die internationalen Startmöglichkeiten für Ringer damals sehr begrenzt waren. 1952 versuchte sich József Gál für die Olympischen Spiele in Helsinki zu qualifizieren, er scheiterte in Ungarn aber an Gyula Tarr, an dem er auch in den folgenden Jahren nicht vorbeikam. Er beendete daraufhin 1954 seine Laufbahn als aktiver Ringer und wurde Trainer beim Ungarischen Ringerverband und bei seinem Verein Ceglédi Vasutas SE.

## Internationale Erfolge
(GR = griech.-röm. Stil, F = freier Stil, Le = Leichtgewicht, damals bis 67 kg Körpergewicht)
- 1950, 1. Platz, Weltmeisterschaft in Stockholm, GR, Le, mit Siegen über Georgios Petmezas, Griechenland, Marko Monastirksi, Jugoslawien, Paul Besson, Schweiz, August Hojrup, Dänemark, Tevfik Yüce, Türkei u. Gustav Freij, Schweden

## Ungarische Meisterschaften
József Gál wurde ungarischer Meister im griech.-röm. Stil in den Jahren 1941, 1942, 1948 und 1949 und im freien Stil in den Jahren 1943 und 1954, jeweils im Leichtgewicht.